# Ana Brnabić
Ana Brnabić, cyr. Ана Брнабић (ur. 28 września 1975 w Belgradzie) – serbska polityk, menedżer i działaczka organizacji pozarządowych, w latach 2016–2017 minister administracji publicznej i lokalnej, w latach 2017–2024 premier Serbii, od 2024 przewodnicząca Zgromadzenia Narodowego.

## Życiorys
W 1994 ukończyła szkołę średnią w Belgradzie. Następnie wyjechała do Stanów Zjednoczonych, gdzie została absolwentką zarządzania przedsiębiorstwem na Northwood University. Później kształciła się w zakresie marketingu na brytyjskim University of Hull, gdzie uzyskała dyplom MBA. W 2001 powróciła do Serbii, pracowała w branży konsultingowej. Od 2002 do 2011 była zatrudniona w amerykańskiej rządowej agencji pomocowej USAID. Następnie związana z amerykańskim przedsiębiorstwem Continental Wind Serbia, zajmującym się rozwojem farm wiatrowych. W 2013 objęła stanowisko dyrektora tej firmy. W 2006 brała udział w powołaniu NALED-u, największego w Serbii zrzeszenia samorządów, przedsiębiorców i organizacji pozarządowych, działającego na rzecz rozwoju lokalnego. Od 2013 była wiceprezesem, a w 2016 została prezesem tej organizacji.
W sierpniu 2016 została nominowana na ministra administracji publicznej i lokalnej w drugim gabinecie Aleksandara Vučicia. 15 czerwca 2017 prezydent Serbii Aleksandar Vučić ogłosił jej desygnowanie na stanowisko premiera Serbii.
27 czerwca kandydatka przedstawiła członków swojego gabinetu – w większości dotychczasowych ministrów. W skład jej rządu weszli przedstawiciele Serbskiej Partii Postępowej, Socjalistycznej Partii Serbii, a także ugrupowań współpracujących z postępowcami – Socjaldemokratycznej Partii Serbii, Ruchu Socjalistycznego, Partii Zjednoczonych Emerytów Serbii i Serbskiej Partii Ludowej, jak również osoby bezpartyjne rekomendowane przez SNS. 29 czerwca Zgromadzenie Narodowe udzieliło jej gabinetowi wotum zaufania (157 głosami za przy 55 głosach przeciw). Tego samego dnia złożyła wraz z ministrami ślubowanie, rozpoczynając urzędowanie na stanowisku premiera.
W 2019 formalnie wstąpiła do Serbskiej Partii Postępowej, została wiceprzewodniczącą tego ugrupowania. 5 października 2020, kilka miesięcy po kolejnych wyborach parlamentarnych, prezydent po raz drugi desygnował ją na premiera. 27 października przedłożyła w parlamencie listę kandydatów na członków rządu, obejmującą działaczy SNS, osoby bezpartyjne rekomendowane przez tę partię, członków wyborczych sojuszników postępowców (SDPS, PS, PUPS i SNP) oraz dotychczasowego koalicjanta z SPS, a także przedstawiciela partii SPAS. Następnego dnia parlament udzielił jej drugiemu gabinetowi wotum zaufania (227 głosów za przy 5 głosach przeciw), po czym członkowie rządu złożyli tegoż dnia ślubowanie.
W 2022 otrzymała mandatowe miejsce na liście koalicji skupionej wokół SNS, uzyskując wówczas wybór do Zgromadzenia Narodowego Republiki Serbii. Z zasiadania w parlamencie zrezygnowała na początku kadencji. Ponownie została wyznaczona przez prezydenta i następnie desygnowana na urząd premiera. 24 października 2022 do parlamentu złożono ostateczną listę kandydatów na członków gabinetu, na której znaleźli się przedstawiciele SNS, SPS, PUPS, SDP, JS, DSHV i SPP oraz osoby bezpartyjne. 26 października Zgromadzenie Narodowe udzieliło wotum zaufania, tego samego dnia po złożeniu ślubowania trzeci rząd Any Brnabić rozpoczął funkcjonowanie.
W kolejnych wyborach w 2023 kandydowała z drugiego miejsca listy wyborczej postępowców, ponownie uzyskując mandat deputowanej. 20 marca 2024 została wybrana na przewodniczącą serbskiego parlamentu. Tego samego dnia zakończyła pełnienie funkcji premiera (pełniącym obowiązki premiera został Ivica Dačić).

## Życie prywatne
Ana Brnabić została pierwszą otwarcie homoseksualną osobą w serbskim rządzie. Jest w związku z lekarką Milicą Đurđić, która w 2019 urodziła syna.